# Leonhard Meister
Pour les articles homonymes, voir Meister.
Leonhard Meister est un écrivain suisse né à Neftenbach (canton de Zurich) en 1741 et mort à Kappel am Albis en 1811.
Il était le fils d’un ministre de la religion protestante et il exerça également les fonctions sacerdotales. Meister enseigna d’abord l’histoire et la morale à l’École des arts de Zurich, où il était pasteur, et il fut secrétaire du directoire helvétique de 1798 à 1800.
Ses ouvrages ne sont guère que des compilations, mais le soin et l’intelligence avec lesquels ils sont faits leur donnent une grande utilité pratique. Ils sont au reste fort nombreux.

## Œuvres
Parmi ses œuvres principales (écrites en allemand) :
- Lettres romantiques (Berlin, 1769) ;
- Mémoires pour l’histoire des arts et métiers, des mœurs et des usages (Zurich, 1774, in-8°) ;
- Mémoires sur l’histoire de la langue et de la littérature allemande (Londres, 1777 ; Heidelberg, 1780) ;
- Morale de l’amour (Winterthur, 1779) ;
- Hommes célèbres de la Suisse (Zurich, 1782-1793), traduit en français et auquel Fuzy a ajouté un volume ;
- Zurichois célèbres (1782) ;
- Petits voyages dans quelques cantons suisses (Bâle, 1782) ;
- Scènes principales de l’histoire de la Suisse (Bâle, 1783-1785) ;
- Caractères des poètes allemands (Zurich, 3 tomes, 1785-1793) ;
- Histoire de Zurich depuis sa fondation jusqu’à la fin du XVIe siècle (Zurich, 1786, in-8°) ;
- Abrégé du droit public helvétique (Saint-Gall, 1780) ;
- Histoires et contes helvétiques (Winterthur, 1789) ;
- Dictionnaire historique, géographique et statistique de la Suisse (Ulm, 1790) ;
- Almanach helvétique (1800), publié en collaboration avec Hofmeister ;
- Histoire de la révolution suisse, depuis 1789 jusqu’en 1798 ;
- Histoire de la Suisse depuis César jusqu’à Bonaparte (1801-1803) ;
- Meisteriana (Saint-Gall, 1811).

### Source
« Leonhard Meister », dans Pierre Larousse, Grand dictionnaire universel du XIXe siècle, Paris, Administration du grand dictionnaire universel, 15 vol., 1863-1890 [détail des éditions].